# Spryginia winkleri
Spryginia winkleri är en korsblommig växtart som först beskrevs av Eduard August von Regel, och fick sitt nu gällande namn av Mikhail Grigoríevič Popov. Spryginia winkleri ingår i släktet Spryginia och familjen korsblommiga växter. Inga underarter finns listade i Catalogue of Life.